# Mortal Kombat Advance
Mortal Kombat Advance é uma conversão de Ultimate Mortal Kombat 3 para Game Boy Advance, lançada em 2001. Devido à sua jogabilidade limitada e AI adversária difícil, foi mal-recebida pela crítica.

## Personagens
- Jax
- Kano
- Kung Lao
- Liu Kang
- Shang Tsung
- Smoke
- Sonya Blade
- Sub-Zero/Classic Sub-Zero
- Cyrax
- Kabal
- Nightwolf
- Sektor
- Sindel
- Kurtis Stryker
- Noob Saibot
- Jade
- Kitana
- Scorpion
- Reptile
- Mileena
- Ermac

### Personagens não selecionáveis
- Raiden
- Sareena
- Sheeva

### Personagens secretos
- Human Smoke (para usá-lo, basta zerar o jogo no modo "Warrior" em qualquer dificuldade)
- Motaro (para usá-lo, basta zerar o jogo no modo "Master" em qualquer dificuldade)
- Shao Kahn (para usá-lo, basta zerar o jogo no modo "Grand Master" em qualquer dificuldade)

### Nota
- Quando você desligar seu Game Boy ou o Emulador, todos os personagens secretos (Human Smoke, Motaro, etc.), configurações e recordes serão apagados.

## Chefe e Sub-chefe

### Chefe
- Shao Kahn

### Sub-chefe
- Motaro

### Novidades
- Nessa versão Raiden pode ser escolhido com códigos pois no UMK3 ele foi totalmente excluído (fora a historia)
- Essa versão não possui sangue o que faz com quem fãs do mk não gostem muito dessa versão